# Stadion Pod Malim Brdom
Stadion Pod Malim Brdom – stadion piłkarski w Petrovacu na Moru, w Czarnogórze. Może pomieścić 530 widzów. Swoje spotkania rozgrywa na nim drużyna OFK Petrovac.